# Ézidxan
 (décembre 2018).

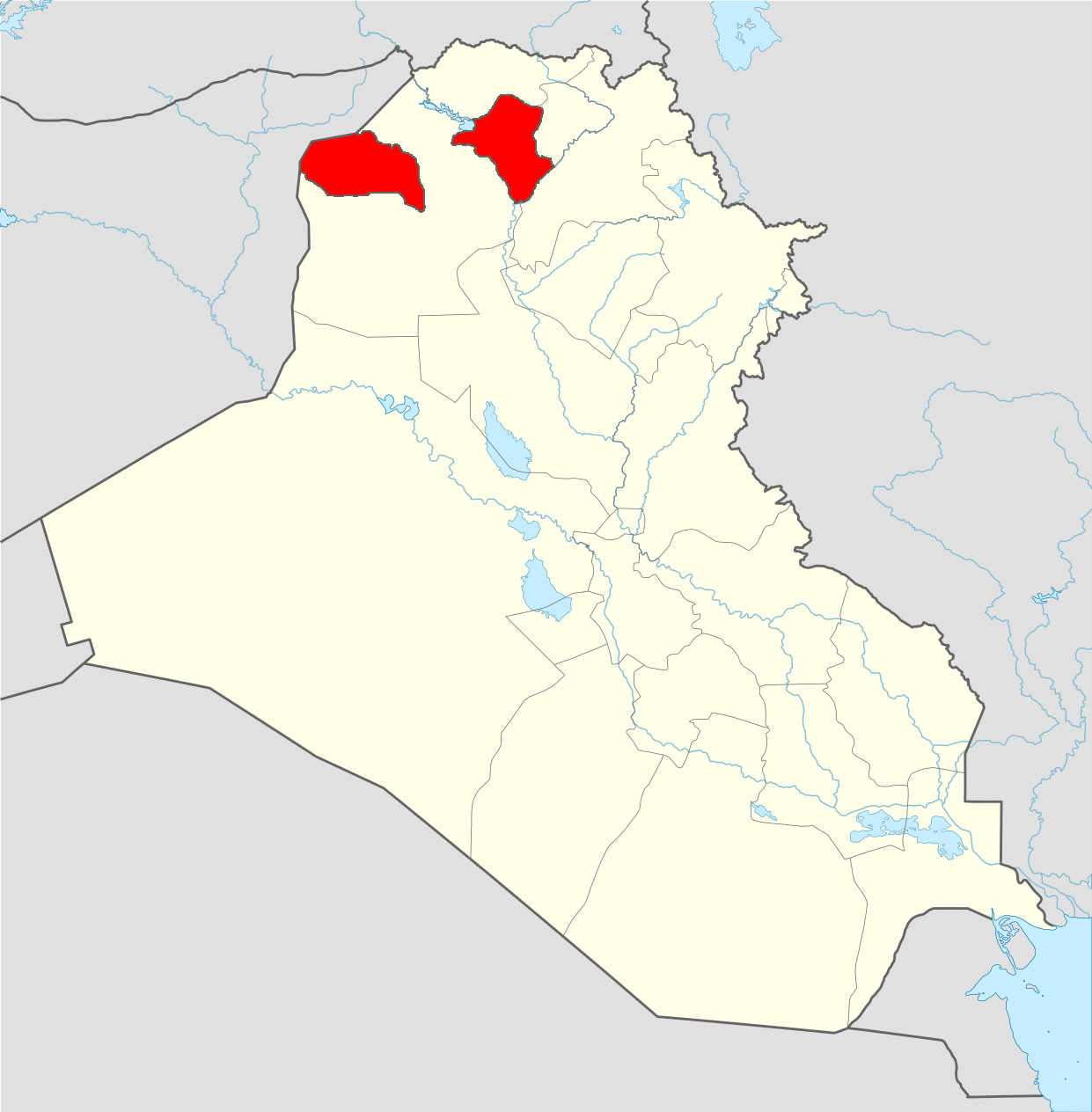
Carte d'Ezdikhan en Irak (en rouge).

Ézidxan (kurmandji : Êzîdxan, littéralement « Terre des Yézidis ») est le nom des zones de peuplement des Yézidis.

## Lieux historiques notables
Le village de Lalish, qui abrite le complexe de temples le plus sacré du yezidisme, est situé dans les colonies de peuplement yézidies, dans l'actuel nord de l'Irak. Lalish est actuellement administré par gouvernement régional du Kurdistan (KRG).